# Jean Larguier
Ne doit pas être confondu avec Jean Larguier des Bancels.
Pour les articles homonymes, voir Larguier.
Jean Larguier, né le 4 juillet 1925 à Montpellier et mort le 30 décembre 2020 à Saint-Ismier, est un professeur de droit français, spécialisé dans la criminologie et le droit pénal.

## Biographie
Jean Larguier effectue toutes ses études juridiques à la faculté de droit de Montpellier.
Il est lauréat de l'Académie française (prix Viard) pour sa thèse de doctorat intitulée Étude sur la notion de titre en droit privé, soutenue en 1948.
Il est chargé de cours à la Faculté de droit de Grenoble de 1949 à 1953, date à laquelle il est reçu au concours d'agrégation de droit privé et sciences criminelles.
Détaché à l'Institut des hautes études juridiques de Dakar de 1954 à 1957, Jean Larguier revient comme professeur à la Faculté de droit de Grenoble où il effectue toute sa carrière.
Il a été membre à diverses reprises du jury d'agrégation de droit privé et du comité consultatif des universités.
Jean Larguier meurt le 30 décembre 2020 à Saint-Ismier à l'âge de 95 ans.

## Travaux

### Ouvrages
- Manuel de droit pénal général et criminologie, éd. Rousseau, 1956.
- Manuel de procédure pénale, éd. Rousseau, 1958.
- Manuel de procédure civile, éd. Rousseau, 1958.
- Procédure civile, droit pénal, procédure pénale, Montchrestien, 1959.
- Le droit pénal, Que sais-je ?, no 996, PUF (dernière édition : 2005).
- La procédure pénale, Que sais-je ?, no 1069, PUF (dernière édition : 2007).
- Droit pénal général, mémento Dalloz, 14 éditions.
- Procédure pénale, mémento Dalloz, 13 éditions.
- Criminologie et science pénitentiaire, mémento Dalloz, 6 éditions (dernière édition : 1989)
- Procédure civile, mémento Dalloz, 13 éditions (dernière édition : 2003).
- Droit pénal des affaires, 8 éditions, collection U, Armand Collin (dernière édition : 1998)
- Droit pénal spécial, mémento Dalloz, 7 éditions (dernière édition : 2004).

### Articles et notes de jurisprudence
- Note de jurisprudence sur la faillite et la compensation « in futurum », Semaine Juridique (JCP) 1948.II.4.464.
- Note de jurisprudence sur le contrat de révélation de succession, Semaine Juridique (JCP) 1949.II.4848.
- Note de jurisprudence sur la lettre de change et la faillite, Semaine Juridique (JCP) 1950.II.5829.

## Distinctions honorifiques
- Chevalier de la Légion d'Honneur
- Chevalier de l'Ordre national du Mérite
- Officier des Palmes Académiques

## Hommage
: ouvrage ayant servi à rédiger cet article
- Mélanges en l'honneur du Professeur Jean Larguier, Presses universitaires de Grenoble, 1993, 400 p.  (ISBN 2706105380).